# Mount Costigan
Mount Costigan är ett berg i Kanada.   Det ligger i provinsen Alberta, i den centrala delen av landet, 3 000 km väster om huvudstaden Ottawa. Toppen på Mount Costigan är 2 979 meter över havet, eller 865 meter över den omgivande terrängen. Bredden vid basen är 9,1 km. Mount Costigan ingår i Palliser Range.
Terrängen runt Mount Costigan är bergig åt sydväst, men åt nordost är den kuperad.Trakten runt Mount Costigan är nära nog obefolkad, med mindre än två invånare per kvadratkilometer.. Det finns inga samhällen i närheten. 
Trakten runt Mount Costigan består i huvudsak av gräsmarker.